# Covington (Luisiana)
Covington é uma cidade localizada no estado americano de Luisiana, na Paróquia de St. Tammany.

## Demografia
Segundo o censo americano de 2000, a sua população era de 8483 habitantes.
Em 2006, foi estimada uma população de 9692, um aumento de 1209 (14.3%). É a cidade natal do ator Ian Somerhalder.

## Geografia
De acordo com o United States Census Bureau tem uma área de
17,9 km², dos quais 17,6 km² cobertos por terra e 0,3 km² cobertos por água. Covington localiza-se a aproximadamente 6 m acima do nível do mar.

## Localidades na vizinhança
O diagrama seguinte representa as localidades num raio de 28 km ao redor de Covington.